# Премия «Грэмми» за лучшее инструментальное поп-исполнение
«Грэмми» в номинации «Лучшее инструментальное поп-исполнение» присуждалась в период между 1969 и 2011 годами. Ежегодно Национальная академия искусства и науки звукозаписи США выбирала несколько претендентов за «художественные достижения, техническое мастерство и значительный вклад в развитие звукозаписи без учёта продаж альбома (сингла) и его позиции в чартах». За время своего существования, награда претерпела несколько смен названия, так в разные годы она именовалась:
- В 1969 году награда называлась Best Contemporary Pop Performance, Instrumental (рус. Лучшее современное поп-исполнение, инструментальное).
- В период с 1970 по 1971 годы награда вручалась как Best Contemporary Instrumental Performance (рус. Лучшее современное инструментальное исполнение).
- В 1972 году название поменяли на Best Pop Instrumental Performance (рус. Лучшее инструментальное поп-исполнение).
- В 1973 году название было изменено на Best Pop Instrumental Performance by an Instrumental Performer (рус. Лучшее инструментальное поп-исполнение от инструментального исполнителя).
- С 1974 по 1985 годы, награда снова вручалась как Best Pop Instrumental Performance (рус. Лучшее инструментальное поп-исполнение).
- В период с 1986 по 1989 годы была известна как Best Pop Instrumental Performance (Orchestra, Group or Soloist) (рус. Лучшее инструментальное поп-исполнение (Оркестра, группы или солиста)).
- С 1990 по 2011 годы категория именовалась Best Pop Instrumental Performance (рус. Лучшее инструментальное поп-исполнение).

В период с 1964 до 1967 годы существовала сводная категория, она называлась «Лучшее инструментальное исполнение».
Следующие исполнители побеждали в этой категории по два раза: Джордж Бенсон, Ларри Карлтон, Бела Флек и The Brian Setzer Orchestra. За время существование категории, чаще всего побеждали представители США — 35 раз, также призёрами были музыканты из: Британии — 3 раза, Канады — дважды, по одному разу из Бразилии, Чехословакии, Мексики и Германии.
В 2012 году номинация была упразднена в связи с тотальной реструктуризацией категорий «Грэмми». С 2012 года все сольные номинации в поп-категориях (мужская, женская, и инструментальная) были объединены в единую категорию — «Лучшее сольное поп-исполнение».
Номинантами были произведения, изданные в предыдущий календарный год, относительно текущей церемонии «Грэмми».

## Список лауреатов
| \| Год[I] \| Победитель \| Страна \| Музыкальное произведение \| Номинанты[II] \| Ссылка \| \| ------ \| --------------------------------------------------------- \| -------------- \| --------------------------------------------- \| ------------------------------------------------------------------------------------------------------------------------------------------------------------------------------------------------------------------------------------------------------------------------------------------------------ \| ------ \| \| 1969 \| Мэйсон Уильямс[англ.] \| США \| «Classical Gas[англ.]» \| - Уэс Монтгомери — «Eleanor Rigby» - Хью Масекела[англ.] — «Grazing in the Grass» - Хосе Фелисиано — «Here, There and Everywhere» - Хьюго Монтенегро — «The Good, the Bad and the Ugly» \| [2] \| \| 1970 \| Blood, Sweat & Tears \| США \| «Variations on a Theme by Erik Satie[англ.]» \| - Area Code 615[англ.] — «Area Code 615» - Бутс Рендольф[англ.] — «With Love» - Ferrante & Teicher[англ.] — «Midnight Cowboy» - Генри Манчини — «A Time For Us (Love Theme From Romeo And Juliet)» \| [3] \| \| 1971 \| Генри Манчини \| США \| Theme from Z and Other Film Music \| - Винни Белл[англ.] — «Airport Love Theme» - The Assembled Multitude[англ.] — «Overture from Tommy[англ.]» - Куинси Джонс — «Soul Flower» - Джимми Хендрикс — «Star Spangled Banner» \| [4] \| \| 1972 \| Куинси Джонс \| США \| «Smackwater Jack[англ.]» \| - Генри Манчини — «Theme from Love Story» - Питер Неро[англ.] — «Theme from Summer of '42» - Мишель Легран — «Theme from Summer of '42» - Берт Бакарак — «Burt Bacharach» \| [5] \| \| 1973 \| Билли Престон \| США \| «Outa-Space[англ.]» \| - Pipes & Drums & Military Band of the Royal Scots Dragoon Guards — «Amazing Grace» - Док Северинсен — Doc - Apollo 100[англ.] — «Joy» - Mahavishnu Orchestra и Джон Маклафлин — «The Inner Mounting Flame» \| [6] \| \| 1974 \| Эумир Деодато \| Бразилия \| «Also Sprach Zarathustra (2001)[англ.]» \| - Mahavishnu Orchestra — «Bird of Fire» - Эдгар Винтер — «Frankenstein[англ.]» - Билли Престон — «Space Race[англ.]» - Куинси Джонс — «You've Got It Bad Girl[англ.]» \| [7] \| \| 1975 \| Марвин Хэмлиш \| США \| «The Entertainer» \| - Херби Хэнкок — Head Hunters - Куинси Джонс — «Along Came Betty[англ.]» - Рик Уэйкман — «Journey to the Center of the Earth» - Love Unlimited Orchestra[англ.] — «Rhapsody in White» \| [8] \| \| 1976 \| Вэн Маккой[англ.] \| США \| «The Hustle[англ.]» \| - The Ritchie Family[англ.] — «Brazil[англ.]» - Чак Манджони — «Chase the Clouds Away» - Майк Пост[англ.] — «The Rockford Files Theme» - Том Скотт[англ.] и The L.A. Express[англ.] — «Tom Cat» \| [9] \| \| 1977 \| Джордж Бенсон \| США \| Breezin'[англ.] \| - Walter Murphy & the Big Apple Band — «A Fifth of Beethoven[англ.]» - Brecker Borthers Band[англ.] — Back to Back - Стиви Уандер — «Contusion» - Джефф Бек — «Wired» \| [10] \| \| 1978 \| Джон Уильямс (дирижёр) и Лондонский симфонический оркестр \| США \| Star Wars Episode IV: A New Hope (саундтрек) \| - Мейнард Фергюсон — «Gonna Fly Now (тема из кинофильма „Рокки“)» - Билл Конти — «Gonna Fly Now (тема из кинофильма „Рокки“)» - Барри Де Ворзин[англ.] — «Nadia's Theme (The Young and the Restless)[англ.]» - Meco[англ.] — «Star Wars Theme/Cantina Band» \| [11] \| \| 1979 \| Чак Манджони \| США \| Children of Sanchez[англ.] \| - Чет Аткинс и Лес Пол — Guitar Monsters[англ.] - Лос-Анджелесский филармонический оркестр под руководством Зубина Меты — «Star Wars and Close Encounters of the Third Kind» - Генри Манчини — «The Pink Panther Theme ('78)[англ.]» - Джон Уильямс — «Close Encounters of the Third Kind» (саундтрек) \| [12] \| \| 1980 \| Герб Алперт \| США \| «Rise[англ.]» \| - Чак Манджони — An Evening of Magic[англ.] - Нью-Йоркский филармонический оркестр под руководством Зубина Меты — Manhattan - Фрэнк Миллз[англ.] — «Music Box Dancer[англ.]» - Джон Уильямс — «Theme from Superman» \| [13] \| \| 1981 \| Боб Джеймс[англ.] и Эрл Клаф[англ.] \| США \| One on One[англ.] \| - Герб Алперт — Beyond - The Doobie Brothers — «South Bay Strut» - Генри Манчини — «Ravel’s Bolero» - Лондонский симфонический оркестр под руководством Джона Уильямса — «Yoda’s Theme» \| [14] \| \| 1982 \| Ларри Карлтон и Майк Пост[англ.] \| США \| «Theme from Hill Street Blues» \| - Куинси Джонс — «Velas» - Эрл Клаф[англ.] — Late Night Guitar[англ.] - Ли Райтнаур — Rit's House[англ.] - Королевский филармонический оркестр под руководством Луиса Кларка — Hooked on Classics \| [15] \| \| 1983 \| Эрни Уоттс[англ.] \| США \| «Theme from Chariots of Fire» (Dance Version) \| - Королевский филармонический оркестр под руководством Луиса Кларка — Hooked on Classics - Эрл Клаф[англ.] — Crazy for You[англ.] - Дэвид Сэнборн — As We Speak[англ.] - Джон Уильямс — E.T. the Extra-Terrestrial[англ.] (саундтрек) \| [16] \| \| 1984 \| Джордж Бенсон \| США \| «Being with You[англ.]» \| - Герб Алперт — «Blow Your Own Horn» - Джо Джексон — «Breakdown» - Ларри Карлтон — «Friends» - Хелен Джон[англ.] — «Love Theme from Flash-Dance» \| [17] \| \| 1985 \| Рэй Паркер-младший \| США \| «Ghostbusters» (Instrumental) \| - Эрл Клаф[англ.] — Nightsongs[англ.] - Стив Митчелл, Ричард Перри и Говард Райс[англ.] — «Jump (for My Love)» - Рэнди Ньюман — The Natural (саундтрек) - Стиви Уандер — «I Just Called to Say I Love You» \| [18] \| \| 1986 \| Ян Хаммер \| Чехословакия · \| «Miami Vice Theme[англ.]» \| - Гарольд Фальтермейер — «Axel F» - Дэвид Форстер — «Love Theme from St. Elmo’s Fire» - Дэйв Грузин и Ли Райтнаур — «Harlequin» - Spyro Gyra — «Shakedown» \| [19] \| \| 1987 \| Гарольд Фальтермейер и Стив Стивенс \| Германия · США \| «Top Gun Anthem[англ.]» \| - Стэнли Кларк — «Overjoyed[англ.]» - Дэвид Форстер — David Foster[англ.] - Genesis — «The Brazilian[англ.]» - The Tonight Show Band[англ.] — «Johnny's Theme[англ.]» \| [20] \| \| 1988 \| Ларри Карлтон \| США \| «Minute by Minute[англ.]» \| - Герб Алперт — «Keep Your Eye on Me[англ.]» - The Art of Noise — «Dragnet» - Chick Corea Elektric Band[англ.] — «Light Years[англ.]» - Дэйв Грузин — «It Might Be You» \| [21] \| \| 1989 \| Дэвид Сэнборн \| США \| «Close-In» \| - Кенни Джи — «Silhouette[англ.]» - Майк Пост[англ.] — «Music From L.A., Law & Otherwise» - Дэвид Сэнборн — Close Up - Джо Сатриани — «Always With Me, Always With You» \| [22] \| \| 1990 \| The Neville Brothers \| США \| «Healing Chant[англ.]» \| - Кенни Джи — «Breadline Blues» - Эрл Клаф[англ.] — Whispers and Promises[англ.] - Нил Шон — «Late Night» - Андреас Фолленвайдер — «Dancing with the Lion» \| [23] \| \| 1991 \| Анджело Бадаламенти \| США \| «Twin Peaks Theme» \| - Кенни Джи — «Going Home[англ.]» - Фил Коллинз — «Saturday Night and Sunday Morning» - Куинси Джонс — «Setembro (Brazilian Wedding Song)[англ.]» - Стэнли Джордан — «What’s Goin' On» \| [24] \| \| 1992 \| Майкл Кэймен \| США \| Robin Hood: Prince of Thieves (саундтрек) \| - Кэнди Дафлер — Saxuality[англ.] - Кенни Джи — «Theme from Dying Young» - Дэйв Грузин — Havana[англ.] - Джон Уильямс — The Star Wars Trilogy \| [25] \| \| 1993 \| Ричард Кауфман \| США \| «Beauty and the Beast» \| - The Chieftains и Чет Аткинс — «Tahitian Skies[англ.]» - Брюс Хорнсби и Брэнфорд Марсалис — «Twenty Nine-Five» - Боб Джеймс[англ.] и Эрл Клаф[англ.] — «Cool» - Джон Уильямс — «Hook» \| [26] \| \| 1994 \| Брэнфорд Марсалис и Брюс Хорнсби \| США \| «Barcelona Mona» \| - Джордж Бенсон — «Got to Be There» - Кенни Джи — «Forever in Love[англ.]» - Джеймс Голуэй — «Beauty and the Beast» - Лондонский симфонический оркестр под руководством Энтони Айнглиса[англ.] — «The Phantom of the Opera[англ.]» \| [27] \| \| 1995 \| Booker T. & the M.G.'s \| США \| «Cruisin'» \| - Кенни Джи — «Sentimental[англ.]» - Брэнфорд Марсалис и Брюс Хорнсби — «The Star Spangled Banner» - Майк Пост[англ.] — «Theme from NYPD Blue» - Алан Сильвестри — «I’m Forrest…Forrest Gump (The Feather Theme)» \| [28] \| \| 1996 \| Los Lobos \| США \| «Mariachi Suite» \| - The Allman Brothers Band — «In Memory of Elizabeth Reed[англ.]» - Брюс Хорнсби — «Song B» - Кенни Джи — «Have Yourself a Merry Little Christmas» - Дэйв Грузин — «Yesterday» \| [29] \| \| 1997 \| Béla Fleck and the Flecktones \| США \| «The Sinister Minister[англ.]» \| - Адам Клейтон и Ларри Маллен — «Theme from Mission: Impossible[англ.]» - Лондонский филармонический оркестр под руководством Лало Шифрина — «Theme from Mission: Impossible[англ.]» - The Smashing Pumpkins — «Mellon Collie and the Infinite Sadness» - Стиви Уандер — «Kiss Long Good Bye» \| [30] \| \| 1998 \| Сара Маклахлан \| Канада \| «Last Dance[англ.]» \| - Джордж Бенсон — «Song for My Brother» - The Chieftains — «An Gaoth Arenas» - Кенни Джи — «Havana[англ.]» - Гровер Вашингтон — младший — «Soulful Strut[англ.]» \| [31] \| \| 1999 \| The Brian Setzer Orchestra[англ.] \| США \| «Sleep Walk» \| - The Dust Brothers — «Theme from The X-Files» - Béla Fleck and the Flecktones — «Big County[англ.]» - Кенни Джи — «My Heart Will Go On» - Pat Metheny Group[англ.] — «Follow Me» \| [32] \| \| 2000 \| Santana \| Мексика \| «El Farol» \| - Герб Алперт — «The Look of Love» - Джефф Бек — «A Day in the Life» - Брюс Хорнсби — «Song C» - Вилли Нельсон — «Night and Day» \| [33] \| \| 2001 \| The Brian Setzer Orchestra[англ.] \| США \| «Caravan» \| - Бьорк — «Overture (Selmasongs)» - The Corrs — «Rebel Heart[англ.]» - Béla Fleck and the Flecktones — «Zona Mona[англ.]» - Гровер Вашингтон-младший — «Camaleao» \| [34] \| \| 2002 \| Эрик Клэптон \| Великобритания \| «Reptile» \| - Ларри Карлтон и Стив Люкатер — «Room 335[англ.]» - Daft Punk — «Short Circuit» - Эрик Джонсон — «Rain» - Кирк Валум[англ.] — «You’ll Be There» \| [35] \| \| 2003 \| Би Би Кинг \| США \| «Auld Lang Syne» \| - Дэйв Коз и Джефф Коз — «Blackbird» - Pat Metheny Group[англ.] — «As It Is» - Moby — «18» - Кирк Валум[англ.] — «Playing with Fire» \| [36] \| \| 2004 \| Джордж Харрисон \| Великобритания \| «Marwa Blues» \| - Рай Кудер и Мануэль Гальбан[англ.] — «Patricia[англ.]» - Дэйв Коз — «Honey-Dipped[англ.]» - Рэнди Ньюман — «Theme from Seabiscuit» - The Brian Setzer Orchestra[англ.] — «The Nutcracker Suite» \| [37] \| \| 2005 \| Бен Харпер[англ.] \| США \| «11th Commandment» \| - Герб Алперт, Расс Фриман, Джеймс Дженус[англ.], Джин Лейк и Джейсон Майлз — «Chasing Shadows» - Джордж Бенсон — «Take You Out» - Брюс Хорнсби — «Song F» - Брайан Сетцер — «Rat Pack Boogie» \| [38] \| \| 2006 \| Лес Пол \| США \| «Caravan» \| - Берт Бакарак и Крис Ботти — «In Our Time» - Джордж Дюк — «T-Jam» - Херби Хэнкок и Трей Анастасио — «Gelo na Montanha[англ.]» - Даниэль Лануа — «Avage[англ.]» \| [39] \| \| 2007 \| Джордж Бенсон и Эл Джерро \| США \| «Mornin'» \| - Эния — «Drifting» - Béla Fleck and the Flecktones — «Subterfuge[англ.]» - Брюс Хорнсби — «Song H» - The Brian Setzer Orchestra[англ.] — «My Favorite Things» \| [40] \| \| 2008 \| Джони Митчелл \| Канада \| «One Week Last Summer[англ.]» \| - Beastie Boys — «Off the Grid[англ.]» - Бен Харпер[англ.] и The Innocent Criminals — «Paris Sunshine #7» - Дэйв Коз — «Over the Rainbow» - Spyro Gyra — «Simple Pleasures» \| [41] \| \| 2009 \| Eagles \| США \| «I Dreamed There Was No War[англ.]» \| - Стив Кроппер и Феликс Кавальер[англ.] — «Love Appetite» - Fourplay[англ.] — «Fortune Teller[англ.]» - Стэнли Джордан — «Steppin' Out[англ.]» - Маркус Миллер — «Blast!» \| [42] \| \| 2010 \| Бела Флек[англ.] \| США \| «Throw Down Your Heart[англ.]» \| - Герб Алперт — «Bésame mucho» - Имоджен Хип — «The Fire» - Максвелл — «Phoenixrise[англ.]» - Маркус Миллер — «Funk Joint[англ.]» \| [43] \| \| 2011 \| Джефф Бек \| Великобритания \| «Nessun dorma» \| - Лори Андерсон — «Flow» - Стэнли Кларк — «No Mystery» - Gorillaz — «Orchestral Intro» - The Brian Setzer Orchestra[англ.] — «Sleep Walk» \| [44] \| |                                                           |                |                                               | |        |
| Год[I] | Победитель                                                | Страна         | Музыкальное произведение                      | Номинанты[II] | Ссылка |
| 1969 | Мэйсон Уильямс                                            | США            | «Classical Gas»                               | - Уэс Монтгомери — «Eleanor Rigby» - Хью Масекела — «Grazing in the Grass» - Хосе Фелисиано — «Here, There and Everywhere» - Хьюго Монтенегро — «The Good, the Bad and the Ugly» | [ 2 ]  |
| 1970 | Blood, Sweat & Tears                                      | США            | «Variations on a Theme by Erik Satie»         | - Area Code 615 — «Area Code 615» - Бутс Рендольф — «With Love» - Ferrante & Teicher — «Midnight Cowboy» - Генри Манчини — «A Time For Us (Love Theme From Romeo And Juliet)» | [ 3 ]  |
| 1971 | Генри Манчини                                             | США            | Theme from Z and Other Film Music             | - Винни Белл — «Airport Love Theme» - The Assembled Multitude — «Overture from Tommy» - Куинси Джонс — «Soul Flower» - Джимми Хендрикс — «Star Spangled Banner» | [ 4 ]  |
| 1972 | Куинси Джонс                                              | США            | «Smackwater Jack»                             | - Генри Манчини — «Theme from Love Story» - Питер Неро — «Theme from Summer of '42» - Мишель Легран — «Theme from Summer of '42» - Берт Бакарак — «Burt Bacharach» | [ 5 ]  |
| 1973 | Билли Престон                                             | США            | «Outa-Space»                                  | - Pipes & Drums & Military Band of the Royal Scots Dragoon Guards — «Amazing Grace» - Док Северинсен — Doc - Apollo 100 — «Joy» - Mahavishnu Orchestra и Джон Маклафлин — «The Inner Mounting Flame»                                                                                     | [ 6 ]  |
| 1974 | Эумир Деодато                                             | Бразилия       | «Also Sprach Zarathustra (2001)»              | - Mahavishnu Orchestra — «Bird of Fire» - Эдгар Винтер — «Frankenstein» - Билли Престон — «Space Race» - Куинси Джонс — «You've Got It Bad Girl» | [ 7 ]  |
| 1975 | Марвин Хэмлиш                                             | США            | «The Entertainer»                             | - Херби Хэнкок — Head Hunters - Куинси Джонс — «Along Came Betty» - Рик Уэйкман — «Journey to the Center of the Earth» - Love Unlimited Orchestra — «Rhapsody in White» | [ 8 ]  |
| 1976 | Вэн Маккой                                                | США            | «The Hustle»                                  | - The Ritchie Family — «Brazil» - Чак Манджони — «Chase the Clouds Away» - Майк Пост — «The Rockford Files Theme» - Том Скотт и The L.A. Express — «Tom Cat» | [ 9 ]  |
| 1977 | Джордж Бенсон                                             | США            | Breezin'                                      | - Walter Murphy & the Big Apple Band — «A Fifth of Beethoven» - Brecker Borthers Band — Back to Back - Стиви Уандер — «Contusion» - Джефф Бек — «Wired» | [ 10 ] |
| 1978 | Джон Уильямс (дирижёр) и Лондонский симфонический оркестр | США            | Star Wars Episode IV: A New Hope (саундтрек)  | - Мейнард Фергюсон — «Gonna Fly Now (тема из кинофильма „Рокки“)» - Билл Конти — «Gonna Fly Now (тема из кинофильма „Рокки“)» - Барри Де Ворзин — «Nadia's Theme (The Young and the Restless)» - Meco — «Star Wars Theme/Cantina Band»                                                   | [ 11 ] |
| 1979 | Чак Манджони                                              | США            | Children of Sanchez                           | - Чет Аткинс и Лес Пол — Guitar Monsters - Лос-Анджелесский филармонический оркестр под руководством Зубина Меты — «Star Wars and Close Encounters of the Third Kind» - Генри Манчини — «The Pink Panther Theme ('78)» - Джон Уильямс — «Close Encounters of the Third Kind» (саундтрек) | [ 12 ] |
| 1980 | Герб Алперт                                               | США            | «Rise»                                        | - Чак Манджони — An Evening of Magic - Нью-Йоркский филармонический оркестр под руководством Зубина Меты — Manhattan - Фрэнк Миллз — «Music Box Dancer» - Джон Уильямс — «Theme from Superman»                                                                                           | [ 13 ] |
| 1981 | Боб Джеймс и Эрл Клаф                                     | США            | One on One                                    | - Герб Алперт — Beyond - The Doobie Brothers — «South Bay Strut» - Генри Манчини — «Ravel’s Bolero» - Лондонский симфонический оркестр под руководством Джона Уильямса — «Yoda’s Theme»                                                                                                  | [ 14 ] |
| 1982 | Ларри Карлтон и Майк Пост                                 | США            | «Theme from Hill Street Blues»                | - Куинси Джонс — «Velas» - Эрл Клаф — Late Night Guitar - Ли Райтнаур — Rit's House - Королевский филармонический оркестр под руководством Луиса Кларка — Hooked on Classics | [ 15 ] |
| 1983 | Эрни Уоттс                                                | США            | «Theme from Chariots of Fire» (Dance Version) | - Королевский филармонический оркестр под руководством Луиса Кларка — Hooked on Classics - Эрл Клаф — Crazy for You - Дэвид Сэнборн — As We Speak - Джон Уильямс — E.T. the Extra-Terrestrial (саундтрек)                                                                                | [ 16 ] |
| 1984 | Джордж Бенсон                                             | США            | «Being with You»                              | - Герб Алперт — «Blow Your Own Horn» - Джо Джексон — «Breakdown» - Ларри Карлтон — «Friends» - Хелен Джон — «Love Theme from Flash-Dance» | [ 17 ] |
| 1985 | Рэй Паркер-младший                                        | США            | «Ghostbusters» (Instrumental)                 | - Эрл Клаф — Nightsongs - Стив Митчелл, Ричард Перри и Говард Райс — «Jump (for My Love)» - Рэнди Ньюман — The Natural (саундтрек) - Стиви Уандер — «I Just Called to Say I Love You» | [ 18 ] |
| 1986 | Ян Хаммер                                                 | Чехословакия · | «Miami Vice Theme»                            | - Гарольд Фальтермейер — «Axel F» - Дэвид Форстер — «Love Theme from St. Elmo’s Fire» - Дэйв Грузин и Ли Райтнаур — «Harlequin» - Spyro Gyra — «Shakedown» | [ 19 ] |
| 1987 | Гарольд Фальтермейер и Стив Стивенс                       | Германия · США | «Top Gun Anthem»                              | - Стэнли Кларк — «Overjoyed» - Дэвид Форстер — David Foster - Genesis — «The Brazilian» - The Tonight Show Band — «Johnny's Theme» | [ 20 ] |
| 1988 | Ларри Карлтон                                             | США            | «Minute by Minute»                            | - Герб Алперт — «Keep Your Eye on Me» - The Art of Noise — «Dragnet» - Chick Corea Elektric Band — «Light Years» - Дэйв Грузин — «It Might Be You» | [ 21 ] |
| 1989 | Дэвид Сэнборн                                             | США            | «Close-In»                                    | - Кенни Джи — «Silhouette» - Майк Пост — «Music From L.A., Law & Otherwise» - Дэвид Сэнборн — Close Up - Джо Сатриани — «Always With Me, Always With You» | [ 22 ] |
| 1990 | The Neville Brothers                                      | США            | «Healing Chant»                               | - Кенни Джи — «Breadline Blues» - Эрл Клаф — Whispers and Promises - Нил Шон — «Late Night» - Андреас Фолленвайдер — «Dancing with the Lion» | [ 23 ] |
| 1991 | Анджело Бадаламенти                                       | США            | «Twin Peaks Theme»                            | - Кенни Джи — «Going Home» - Фил Коллинз — «Saturday Night and Sunday Morning» - Куинси Джонс — «Setembro (Brazilian Wedding Song)» - Стэнли Джордан — «What’s Goin' On» | [ 24 ] |
| 1992 | Майкл Кэймен                                              | США            | Robin Hood: Prince of Thieves (саундтрек)     | - Кэнди Дафлер — Saxuality - Кенни Джи — «Theme from Dying Young» - Дэйв Грузин — Havana - Джон Уильямс — The Star Wars Trilogy | [ 25 ] |
| 1993 | Ричард Кауфман                                            | США            | «Beauty and the Beast»                        | - The Chieftains и Чет Аткинс — «Tahitian Skies» - Брюс Хорнсби и Брэнфорд Марсалис — «Twenty Nine-Five» - Боб Джеймс и Эрл Клаф — «Cool» - Джон Уильямс — «Hook» | [ 26 ] |
| 1994 | Брэнфорд Марсалис и Брюс Хорнсби                          | США            | «Barcelona Mona»                              | - Джордж Бенсон — «Got to Be There» - Кенни Джи — «Forever in Love» - Джеймс Голуэй — «Beauty and the Beast» - Лондонский симфонический оркестр под руководством Энтони Айнглиса — «The Phantom of the Opera»                                                                            | [ 27 ] |
| 1995 | Booker T. & the M.G.'s                                    | США            | «Cruisin'»                                    | - Кенни Джи — «Sentimental» - Брэнфорд Марсалис и Брюс Хорнсби — «The Star Spangled Banner» - Майк Пост — «Theme from NYPD Blue» - Алан Сильвестри — «I’m Forrest…Forrest Gump (The Feather Theme)»                                                                                      | [ 28 ] |
| 1996 | Los Lobos                                                 | США            | «Mariachi Suite»                              | - The Allman Brothers Band — «In Memory of Elizabeth Reed» - Брюс Хорнсби — «Song B» - Кенни Джи — «Have Yourself a Merry Little Christmas» - Дэйв Грузин — «Yesterday» | [ 29 ] |
| 1997 | Béla Fleck and the Flecktones                             | США            | «The Sinister Minister»                       | - Адам Клейтон и Ларри Маллен — «Theme from Mission: Impossible» - Лондонский филармонический оркестр под руководством Лало Шифрина — «Theme from Mission: Impossible» - The Smashing Pumpkins — «Mellon Collie and the Infinite Sadness» - Стиви Уандер — «Kiss Long Good Bye»          | [ 30 ] |
| 1998 | Сара Маклахлан                                            | Канада         | «Last Dance»                                  | - Джордж Бенсон — «Song for My Brother» - The Chieftains — «An Gaoth Arenas» - Кенни Джи — «Havana» - Гровер Вашингтон — младший — «Soulful Strut» | [ 31 ] |
| 1999 | The Brian Setzer Orchestra                                | США            | «Sleep Walk»                                  | - The Dust Brothers — «Theme from The X-Files» - Béla Fleck and the Flecktones — «Big County» - Кенни Джи — «My Heart Will Go On» - Pat Metheny Group — «Follow Me» | [ 32 ] |
| 2000 | Santana                                                   | Мексика        | «El Farol»                                    | - Герб Алперт — «The Look of Love» - Джефф Бек — «A Day in the Life» - Брюс Хорнсби — «Song C» - Вилли Нельсон — «Night and Day» | [ 33 ] |
| 2001 | The Brian Setzer Orchestra                                | США            | «Caravan»                                     | - Бьорк — «Overture (Selmasongs)» - The Corrs — «Rebel Heart» - Béla Fleck and the Flecktones — «Zona Mona» - Гровер Вашингтон-младший — «Camaleao» | [ 34 ] |
| 2002 | Эрик Клэптон                                              | Великобритания | «Reptile»                                     | - Ларри Карлтон и Стив Люкатер — «Room 335» - Daft Punk — «Short Circuit» - Эрик Джонсон — «Rain» - Кирк Валум — «You’ll Be There» | [ 35 ] |
| 2003 | Би Би Кинг                                                | США            | «Auld Lang Syne»                              | - Дэйв Коз и Джефф Коз — «Blackbird» - Pat Metheny Group — «As It Is» - Moby — «18» - Кирк Валум — «Playing with Fire» | [ 36 ] |
| 2004 | Джордж Харрисон                                           | Великобритания | «Marwa Blues»                                 | - Рай Кудер и Мануэль Гальбан — «Patricia» - Дэйв Коз — «Honey-Dipped» - Рэнди Ньюман — «Theme from Seabiscuit» - The Brian Setzer Orchestra — «The Nutcracker Suite» | [ 37 ] |
| 2005 | Бен Харпер                                                | США            | «11th Commandment»                            | - Герб Алперт, Расс Фриман, Джеймс Дженус, Джин Лейк и Джейсон Майлз — «Chasing Shadows» - Джордж Бенсон — «Take You Out» - Брюс Хорнсби — «Song F» - Брайан Сетцер — «Rat Pack Boogie»                                                                                                  | [ 38 ] |
| 2006 | Лес Пол                                                   | США            | «Caravan»                                     | - Берт Бакарак и Крис Ботти — «In Our Time» - Джордж Дюк — «T-Jam» - Херби Хэнкок и Трей Анастасио — «Gelo na Montanha» - Даниэль Лануа — «Avage» | [ 39 ] |
| 2007 | Джордж Бенсон и Эл Джерро                                 | США            | «Mornin'»                                     | - Эния — «Drifting» - Béla Fleck and the Flecktones — «Subterfuge» - Брюс Хорнсби — «Song H» - The Brian Setzer Orchestra — «My Favorite Things» | [ 40 ] |
| 2008 | Джони Митчелл                                             | Канада         | «One Week Last Summer»                        | - Beastie Boys — «Off the Grid» - Бен Харпер и The Innocent Criminals — «Paris Sunshine #7» - Дэйв Коз — «Over the Rainbow» - Spyro Gyra — «Simple Pleasures» | [ 41 ] |
| 2009 | Eagles                                                    | США            | «I Dreamed There Was No War»                  | - Стив Кроппер и Феликс Кавальер — «Love Appetite» - Fourplay — «Fortune Teller» - Стэнли Джордан — «Steppin' Out» - Маркус Миллер — «Blast!» | [ 42 ] |
| 2010 | Бела Флек                                                 | США            | «Throw Down Your Heart»                       | - Герб Алперт — «Bésame mucho» - Имоджен Хип — «The Fire» - Максвелл — «Phoenixrise» - Маркус Миллер — «Funk Joint» | [ 43 ] |
| 2011 | Джефф Бек                                                 | Великобритания | «Nessun dorma»                                | - Лори Андерсон — «Flow» - Стэнли Кларк — «No Mystery» - Gorillaz — «Orchestral Intro» - The Brian Setzer Orchestra — «Sleep Walk» | [ 44 ] |

- ↑  Ссылка на церемонию «Грэмми», прошедшую в этом году.
- ↑  Кавычками обозначены — песни (синглы), курсивом — альбомы.